# Anna Dorothea Therbusch
Anna Dorothea Therbusch, född Lisiewski 23 juli i Berlin 1721, död där 9 november 1782, var en preussisk rokokomålare. Hennes föräldrar var Maria Elisabetha (född Kahlow) och Georg Lisiewski (1674–1751), en porträttmålare från Berlin av polsk härkomst som kom till Preussen 1692 som en del av hovarkitekten Johann Friedrich Eosander von Göthes följe.
Hon och hennes syster Anna Rosina de Gasc och bror Christoph Friedrich Lisiewski lärdes upp till konstnärsyrket av sin far. Under sin barndom beskrivs hon och hennes syster som underbarn inom måleri. Hon upphörde med sitt målande efter sitt giftermål med värdshusvärden Ernst Friedrich Therbusch 1742. Anna Dorothea Therbusch återupptog sin målarkarriär efter att hennes "äktenskapsplikter" upphört år 1761. Hon var hovmålare i Württemberg 1761–1764, och i Bayern 1764–1765. 1762 blev hon hedersmedlem i Konstakademien i Stuttgart. 1765 ställde hon ut sitt verk på Franska konstakademien i Paris, och 1767 på Parissalongen, vilket betraktas som hennes största framgång. 1768 blev hon den första kvinnliga medlemmen av Konstakademien i Wien. Therbusch återvände till Berlin 1769 och blev därefter en av Preussens mest välkända och framgångsrika målare under sin samtid. Hon blev änka 1772 och hade därefter en egen studio med sin bror och anlitades ofta av kungahuset. Hon beröms särskilt för sin förmåga att åstadkomma realistiska hudtoner i sina verk.